# Filipe V da Macedônia
Filipe V da Macedônia (238 a.C. — 179 a.C.) foi um rei da Macedônia. Era filho de Demétrio II, e pertenceu a dinastia antigônida.

## Família
Seu pai, Demétrio, era filho de Antígono Gónatas, filho de Demétrio Poliórcetes.
Demétrio tomou por esposa uma cativa, chamada Auréola/Criseis, e teve um filho, o futuro rei Filipe.

## Regência de AntígonoDoson
Após a morte de Demétrio, um membro da família, chamado Phuscus, se tornou regente. Este regente, também chamado Antígono, se casou com Criseis, teve filhos com ela, mas, depois de doze anos de regência, morreu no quarto ano da 139a olimpíada, deixando o reino para Filipe.

## Reinado
Filipe começou a reinar, sem guardião, no ano da 140a olimpíada. Ele foi o primeiro dos reis macedônios que lutou contra os romanos, causando muito dano aos próprios macedônios.

## Morte
Filipe reinou durante 42 anos, e morreu no quarto ano da 152a olimpíada. Seu sucessor foi seu filho Perseu, que havia matado o próprio irmão, Demétrio.